# 派厄尼爾鎮區 (密蘇里州巴里縣)
派厄尼爾鎮區（英語：Pioneer Township）是位於美國密蘇里州巴里縣的一個行政鎮區。

## 地方資料
派厄尼爾鎮區的面積為23.54平方千米，皆為陸地。根據2020年美國人口普查的數據，當地共有人口181人，而人口密度為每平方千米7.69人。